# Museu da Horta
O Museu da Horta localiza-se na cidade e concelho da Horta, na ilha do Faial, nos Açores.

## História
Encontra-se instalado no edifício do antigo Colégio dos Jesuítas da Horta, edifício do século XVIII cuja construção não foi concluída à época devido à expulsão da Companhia de Jesus do país em 1759.
O museu foi criado em 18 de julho de 1977 e é composto por dois núcleos: a sede, na cidade, e o Núcleo Museológico dos Capelinhos.

## Acervo
O acervo da instituição conta com várias coleções sobre a história do Faial. Entre elas destacam-se os trabalhos em miolo de figueira, do artista faialense Euclides Silveira da Rosa, nascido na ilha do Faial em 1907 e falecido no Brasil, cidade de São Paulo em 1979, assim como trabalhos dos pintores portugueses António Dacosta, Sousa Pinto e Vieira Lusitano.
O Núcleo Museológico dos Capelinhos relata a erupção do Vulcão dos Capelinhos em 1957, com fotografias do fenómeno e escórias provenientes da erupção.